# Muzeum Literackie Henryka Sienkiewicza w Poznaniu
Muzeum Literackie Henryka Sienkiewicza – muzeum biograficzne poświęcone Henrykowi Sienkiewiczowi, zlokalizowane w Poznaniu, przy Starym Rynku 84 (róg ul. Zamkowej). Stanowi oddział Biblioteki Raczyńskich funkcjonujący w ramach Działu Zbiorów Specjalnych. 

## Powstanie muzeum
Muzeum powstało w oparciu o fundację kolekcjonera pamiątek po Henryku Sienkiewiczu, Ignacego Mosia. Po wybuchu II wojny światowej, w 1941 roku, pochodzący z Ostrzeszowa w województwie wielkopolskim Moś trafił do Kielc. Jego znajomy, Bolesław Cybulski, był administratorem położonego w Oblęgorku pałacu należącego do dzieci Henryka Sienkiewicza – Henryka Józefa Sienkiewicza oraz Jadwigi Korniłowiczowej.
W 1944 roku Moś zaprzyjaźnił się z rodziną Sienkiewiczów. Wówczas doszło do aresztowania syna pisarza oraz Bolesława Cybulskiego pod zarzutem pomocy partyzantom. Ignacy Moś miał wręczyć łapówkę krawcowi szyjącemu mundury dla gestapo, dzięki czemu aresztowanych udało się uwolnić. Rodzina Sienkiewiczów, wdzięczna za gest Mosia, podarowała mu ekskluzywne wydanie Quo vadis pochodzące z prywatnej biblioteki Henryka Sienkiewicza z dedykacją od Henryka Józefa Sienkiewicza.
Po wojnie Moś zaczął kolekcjonować dzieła Henryka Sienkiewicza, ich przekłady oraz pamiątki po pisarzu. W 1951 roku zamieszkał w Poznaniu. Początkowo w prowadzonym przez siebie lokalu usługowym, a potem w prywatnym mieszkaniu zaczął gromadzić i udostępniać szerokiemu gronu zainteresowanych swoją kolekcję. Miał rozważać oddanie kolekcji instytucjom z Zakopanego, Krakowa i Warszawy. W 1977 roku nawiązał jednak rozmowy z wiceprezydentem Poznania – Andrzejem Wituskim – który doprowadził do przekazania kamienicy zlokalizowanej przy Starym Rynku w Poznaniu na potrzeby organizacji w niej Muzeum Literackiego Henryka Sienkiewicza.
5 października 1977 roku podpisano fundacyjny akt notarialny, w którym zapisano, że „zbiory pozostaną po wsze czasy w mieście Poznaniu, tworząc niepodzielną całość pod patronatem Biblioteki Raczyńskich w Poznaniu”.
Muzeum otwarto 10 czerwca 1978 roku podczas Jarmarku Świętojańskiego. Otwarcie poprzedził orszak z aktorem Kazimierzem Wichniarzem przebranym za bohatera powieści Sienkiewicza, Zagłobę.

## Ignacy Moś
Ignacy Moś urodził się 17 maja 1917 roku w Ostrzeszowie. W tym mieście ukończył szkołę podstawową i uczył się w gimnazjum. Podjął pracę w magazynie kupca bławatnego, a następnie zaczął naukę w dokształcającej szkole zawodowej, gdzie zdobył tytuł subiekta. W 1940 roku jego rodzina została wysiedlona do Kielc. Jak podaje siostrzenica Mosia:
Rodzina ukrywała w swoim domu niemałą grupę ludzi (bardzo liczną po powstaniu warszawskim), a mieścił się on bardzo blisko siedziby kieleckiego gestapo. […] Sienkiewiczowski Oblęgorek leży niedaleko Kielc. Jak trafili tam Mosiowie? Administratorem Oblęgorka był Bolesław Cybulski, ziemianin spod Ostrzeszowa i znajomy Ignacego Mosia z czasów młodości. Podczas łapanek w Kielcach nie tylko Ignacy, ale także jego rodzeństwo ukrywało się w Oblęgorku, gdzie poznali rodzinę wielkiego pisarza.
Znajomość z potomkami Henryka Sienkiewicza zaowocowała pasją do kolekcjonowania dzieł pisarza oraz pamiątek po nim. W 1945 roku Ignacy Moś zamieszkał ponownie w Ostrzeszowie, a następnie przeprowadził się do Ostrowa Wielkopolskiego, gdzie prowadził sklep z tekstyliami i futrami. W 1951 roku wyjechał z Ostrowa Wielkopolskiego i osiedlił się w Poznaniu.
5 października 1977 roku, aktem notarialnym, przekazał swoje zbiory Państwu Polskiemu. W 1978 roku stał się honorowym kustoszem Muzeum Literackiego Henryka Sienkiewicza w Poznaniu, choć formalnie zajmował tam stanowisko młodszego bibliotekarza. Systematycznie pozyskiwał i przekazywał kolejne obiekty do kolekcji muzealnej, przekazywane w II (1983 r.), III (1987) i IV fundacji (1992). Przez lata utrzymywał kontakty z potomkami Henryka Sienkiewicza.
Moś dbał o upamiętnienie wybitnych Polaków poprzez ufundowanie pomników i tablic pamiątkowych. Z jego inicjatywy 1987 r. odsłonięto tablicę poświęconą wizycie Henryka Sienkiewicza w Hotelu Bazar w Poznaniu, gdzie pisarz dawał odczyt fragmentów noweli Za chlebem.
Ignacy Moś zmarł 14 grudnia 2001 r. w Poznaniu, pochowany został w rodzinnym Ostrzeszowie.

## Zbiory
Zbiory stanowią: korespondencja pisarza, rękopisy, zdjęcia, medale, pierwsze wydania poszczególnych dzieł, różnojęzyczne przekłady, dzieła sztuki inspirowane twórczością Sienkiewicza i inne. Cennym eksponatem jest m.in. odlew maski pośmiertnej i dłoni pisarza (autor: Franciszek Black, dar Barbary Piaseckiej Johnson). Część wystawy poświęcona jest związkom artysty z Wielkopolską.
W sierpniu 1987 ks. Kazimierz Jonatowski przekazał placówce dar – 78 sztuk korespondencji Radziwiłłów z Sapiehami z lat 1598–1653. W listopadzie 2010 muzeum czasowo zamknięto ze względu na przeprowadzenie remontu kamienicy. W trakcie prac odkryto fragment muru z XVI wieku. Po renowacji został specjalnie wyeksponowany dla zwiedzających. Muzeum zostało ponownie otwarte 6 czerwca 2014. Ekspozycje wzbogacono o stanowiska multimedialne.  
Muzeum prowadzi szeroką działalność dydaktyczną. Organizuje wystawy czasowe adresowane do zróżnicowanego odbiorcy. Odwiedza je około 4000 zwiedzających rocznie. 

## Kamienica
Siedzibą muzeum jest kamienica usytuowana w zachodniej pierzei Starego Rynku w Poznaniu, pod numerem 84.  W połowie XVI wieku jej właścicielką była zakonnica, Anna Paszużanka, która sprzedała budynek Janowi Baptyście Quadro, włoskiemu architektowi odpowiedzialnemu za renesansową przebudowę poznańskiego ratusza, na którą kontrakt podpisał 3 marca 1550 roku. Pochodził z Lugano, miejscowości położonej na pograniczu włosko-szwajcarskim i reprezentował grupę tzw. Komasków (maestri commacini)  zajmujących się pracami budowlanymi i kamieniarskimi. Jego zjawienie się w Poznaniu zawdzięcza się decyzji ówczesnej poznańskiej Rady Miejskiej, która najpierw zleciła mu wykonanie prac w poznańskim ratuszu, a w 1552 r. powierzyła funkcję architekta miejskiego, którą sprawował prawdopodobnie do 1570 roku. W tym mieście pozostał do śmierci. Jak pisze Teresa Jakimowicz:
Ożenił się z poznańską mieszczką Barbarą Sztametówną, nabył kilka kamienic, sam zamieszkał w Rynku 84 i stał się "mieszczaninem poznańskim". Rozwinął ożywioną działalność jako murator i przedsiębiorca budowlany oraz człowiek interesu. Kupował i przebudowywał kamienice (w tym własne na Rynku 84 i przy Wrocławskiej 11), miał winiarnię w Rynku, cegielnię i łaźnię.
Architektowi zlecono także prace przy Wadze Miejskiej w Poznaniu, kaplicy św. Trójcy w Katedrze Poznańskiej, przypuszczalnie również remont Kolegiaty św. Marii Magdaleny w Poznaniu oraz budowę jezuickich budynków klasztornych w mieście. Pracował nie tylko w Poznaniu. Brał udział między innymi w budowie kaplicy nagrobnej Kościelskich w Kościelcu, Katedry Płockiej oraz w przebudowie Zamku Królewskiego w Warszawie.
Wedle danych zgromadzonych przez Magdalenę Warkoczewską, na początku XIX wieku właścicielami kamienicy była rodzina Węgorzewskich, następnie kupiec Simon (prawdopodobnie Karol Antoni Simon), Isidor Kantorowicz, Meyer Halle i Elias Rosenthal, natomiast od 1910 roku należała ona do Abrahama Reszewskiego.
Spośród XX-wiecznych właścicieli kamienicy najważniejszym jest prezydent miasta Poznania – Cyryl Ratajski, który nabył ją w 1920 roku i zdecydował się na jej przebudowę.
Ratajski ufundował także umieszczoną na fasadzie rzeźbę przedstawiającą Jana Baptystę Quadro. Jej pierwotna wersja została zaprojektowana i wykonana przez Władysława Marcinkowskiego w 1927 roku. W 1943 r. została skonfiskowana, a następnie przetopiona przez hitlerowców.
Po II wojnie światowej kamienica należała wciąż do rodziny Ratajskich, była budynkiem mieszkalnym. W latach 1958-1959 odrestaurowano jej elewację i wzbogacono ją dekoracjami sgraffitowymi autorstwa Łucji i Józefa Oźminów.
Kamienica w 1977 r. została przekazana miastu i przeszła generalny remont przed otwarciem Muzeum Literackiego Henryka Sienkiewicza, do którego doszło 10 czerwca 1978 roku. Za projekt wnętrz odpowiadał Witold Gyurkovich. Nad przebudową czuwało Biuro Konserwacji Zabytków, a generalnym wykonawcą był Zakład Produkcyjno-Remontowy Maszyn Budowlanych.
9 marca 1990 r. odsłonięto umieszczoną na fasadzie budynku tablicę upamiętniającą dwóch sławnych właścicieli kamienicy: Jana Baptystę Quadro i Cyryla Ratajskiego.
W 1998 r. na fasadę kamienicy wróciła powiększona i zmieniona wersja rzeźby przedstawiającej Jana Baptystę Quadro. Za projekt odpowiedzialny był Jacek Wilczak, a rzeźbę wykonał Romuald Łuczko. Ignacy Moś, wówczas już honorowy kustosz Muzeum Literackiego Henryka Sienkiewicza, podkreślał, że marzył o tym, aby figura przedstawiająca Quadro ponownie znalazła się na froncie budynku przy Starym Rynku 84.
Kolejna przebudowa i, co za tym idzie, modernizacja ekspozycji muzealnej, miała miejsce w latach 2011-2014. Za projekt odpowiedzialni byli architekci: Agnieszka Sowa-Szenk i Tomasz Szenk. Projekt współfinansowany był ze środków Europejskiego Funduszu Rozwoju Regionalnego w ramach Regionalnego Programu Operacyjnego Województwa Wielkopolskiego na lata 2007-2013. Podczas remontu zadbano o zachowanie detali architektonicznych dokumentujących historię kamienicy.
Budynek ma cztery kondygnacje. Poza magazynami, pomieszczeniami biurowymi oraz piwnicznymi, znajdują się w nim przestrzenie dostępne dla zwiedzających. Na parterze: hol z recepcją i sala wystaw czasowych. Na I piętrze: sala biograficzno-literacka z dobrze zachowanym stropem belkowym z XVII w. i kasetonowym z XVI w. oraz salon mieszczański urządzony w stylu biedermeier. Na II piętrze: biblioteka oraz salon mieszczański, w którym znajdują się między innymi meble pochodzące z mieszkania szwagierki Henryka Sienkiewicza, Jadwigi Janczewskiej. Ekspozycja została zaaranżowana tak, aby oddawać klimat wnętrz XIX-wiecznych.
Obiekt jest wpisany do rejestru zabytków pod numerem A 95, na podstawie decyzji z dn. 14.09.1934 roku.